# 주니어 마스터셰프 오스트레일리아
《주니어 마스터셰프 오스트레일리아》는 호주 Ten에서 방송되었던 어린이를 대상으로 한 TV 프로그램이다.

## 시즌2 Top20
- Tom, Alysha, Kieren, Hannah, Greta, Gracie, Jack, Aya, Caroline, Zac, Madi, Harry, Jade, Chandler, Miraede, Lily, Marcus, Dee, Indigo, Steven